# Biebrich, Rhein-Lahn-Kreis
Biebrich är en kommun (Ortsgemeinde) i Rhein-Lahn-Kreis i det tyska förbundslandet Rheinland-Pfalz. Biebrich har cirka 300 invånare.
Kommunen ingår i kommunalförbundet Verbandsgemeinde Aar-Einrich tillsammans med ytterligare 30 kommuner.